# بسته کدک جامعه مشترک

## کدک چیست؟ Codec
حتماً واژهٔ «کدک» (Codec) به گوشتان خورده‌است، واژه‌ای که در برخی اوقات حتی برای باتجربه‌ترین ویراستارهای ویدیو هم ترسناک است. دلیل این ترس، تنوع کدک‌ها است. تعداد کدک‌ها بسیار زیاد است و در اکثر اوقات هم تشخیص تفاوت‌هایشان کار دشواری است. برای اینکه بتوانید حداقل برخی از این تفاوت‌ها را تشخیص دهید، بهتر است از ابتدایی‌ترین بخش کدک‌ها آغاز کنید. بیایید با یک تعریف ساده با کدک‌ها آشنا شویم.
کدک درواقع مخلوطی از دو کلمه است: کدر (Coder) و دیکدر (Decoder). اگر بخواهیم کار کدک را به ساده‌ترین شکل ممکن توضیح دهیم، می‌توان گفت که کدک‌ها جریانی از داده‌ها را برای ذخیره‌سازی، کدگذاری و فشرده (Compress) می‌کنند، و در مواقع نیاز برای ویرایش یا نمایش، از حالت فشرده خارج می‌کنند (Decompress).
یک کدک معمولاً یک قطعه کد کوچک است که توسط سایر نرم‌افزارها خوانده می‌شود تا کار خود را انجام دهد. البته کدک می‌تواند یک قطعه سخت‌افزاری نیز باشد که وظیفهٔ تبدیل تصویر و صوت آنالوگ را به دیجیتال دارد. کار کدک به صورت بلادرنگ (Real-time) انجام می‌شود، حالا چه در هنگام فیلمبرداری باشد، یا در هنگام پخش ویدیو. در گاهی اوقات، کار کدک کاملاً برعکس است و وظیفهٔ تبدیل سیگنال دیجیتال به آنالوگ را دارد. کدک‌های سخت‌افزاری بیشتر توسط مهندسان در صدا و سیما استفاده می‌شوند، و کدک‌های نرم‌افزاری برای تبدیل فایل‌های ویدیویی به فرمت‌های مناسب‌تر و کم‌حجم‌تر مورد استفاده قرار می‌گیرند.

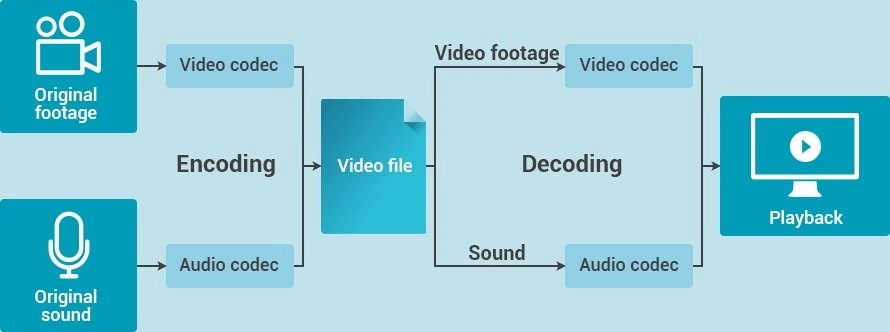

## انواع کدک‌ها
حالا که با نحوهٔ کار کدک‌ها بیشتر آشنا شدیم، یک نگاهی هم به انواع کدک‌ها می‌اندازیم تا ببینیم کدام کدک‌ها برای ما مناسب‌تر هستند.
دسته‌بندی‌های مختلفی برای کدک‌ها وجود دارد. اولین کدک‌ها، کدک‌های بی‌اتلاف یا «Lossless» هستند که همان‌طور که از اسمشان پیداست، ویدیوها را همانطوری که هستند، بدون هیچ افت کیفیتی فشرده می‌کنند. در طرف مقابل کدک‌های اتلاف‌پذیر یا «lossy» را داریم که برخی از اطلاعات فایل را حذف، و در نهایت فضای کمتری را اشغال می‌کنند. کدک‌های اتلاف‌پذیر برای فایل‌هایی که قصد ارسال آن‌ها از طریق ایمیل یا آپلود آن‌ها را دارید، بسیار مناسب هستند.
کدک‌های دگرگون‌کننده یا «Transformative» ابتدا اطلاعات را به بخش‌های مجزا و قابل مدیریت تبدیل، و سپس آن‌ها را فشرده می‌کنند. کدک‌های پیش‌بینی‌کننده یا «predictive» داده‌های در حال فشرده‌سازی را با داده‌های اصلی مقایسه کرده، و در نهایت برای صرفه‌جویی در فضا، داده‌های غیر ضروری را حذف می‌کنند. به‌طور کلی، تمام این کدک‌ها یک هدف را دنبال می‌کنند: همهٔ آن‌ها به دنبال این هستند که با کمترین میزان اتلاف، داده‌های شما را در کوچکترین فایل ممکن قرار دهند.
بسیاری از کدک‌ها در قالب این چهار دسته‌بندی قرار می‌گیرند. معروف‌ترین نوع کدک‌ها بر پایهٔ استانداردهای «MPEG» هستند. واژهٔ MPEG به معنای «گروه متخصصان تصاویر متحرک» (Moving Picture Experts Group) است. این نام گروهی است که این استاندارد را طراحی کرده‌اند. سه فرمت اصلی MPEG وجود دارد که از آن‌ها بسیاری فرمت فرعی به‌وجود آمده‌است.
نوع داده‌ای «MPEG-1» نوعی فرمت است که داده‌ها را با کیفیت بسیار بالایی ذخیره‌سازی می‌کند. فرمت «MP3» (که درواقع لایهٔ سوم از MPEG-1 است) یک فرمت استاندارد برای فشرده‌سازی فایل‌های صوتی است که توسط سازمان فران‌هفر (Fraunhofer) ساخته شده‌است. البته اینگونه نیست که ویدیوهایی که از فرمت MPEG-1 استفاده می‌کنند، حتماً دارای فایل صوتی با فرمت MP3 باشند.
تمامی رایانه‌ها و دستگاه‌های دی‌وی‌دی پلیر از هر دو فرمت MPEG-1 و MP3 پشتیبانی می‌کنند. یکی از مشکلات MPEG-1 این است که تنها به صورت اسکن تصاعدی (Progressive Scanning) کار می‌کند. اسکن تصاعدی یک روش ذخیره‌سازی و نمایش فایل‌های تصویری است که در آن تمامی خط‌های هر تصویر به صورت ترتیبی رسم می‌شوند، در صورتی که در اسکن ضربدری (Interlaced Scanning)، ابتدا تمام خطوط فرد، و سپس تمام خطوط زوج رسم می‌شوند. از طرفی دیگر، فرمت MP3 با تمام کم و کاست‌هایش، تقریباً یک استاندارد برای تمامی دستگاه‌های ذخیرهٔ موزیک، پلیرهای صوتی و سایت‌های مربوط به فروش موسیقی و صوت است. فایل‌های معمول MP3 به صورت ۱۲۸کیلوبیت در ثانیه ساخته می‌شوند که حدوداً یک یازدهم سایز فایل‌های صوتی اصلی که در سی‌دی‌ها یافت می‌شوند است.
فرمت «MPEG-2» یک استاندارد خیلی مهم، و تنها استاندارد فشرده‌سازی سازگار با دیسک‌های ویدیویی دی‌وی‌دی است. با اینکه کدک‌های جدیدتری عرضه شده‌اند که حتی با کیفیت بالاتری کار فشرده‌سازی را انجام می‌دهند، ولی همچنان MPEG-2 استاندارد عرضهٔ دی‌وی‌دی‌ها است. علاوه بر آن، یک گزینهٔ مناسب برای ساخت دیسک‌های بلوری (Blue-Ray) نیز به حساب می‌آید.
«MPEG-4» استاندارد دیگری‌است که از هر دو حالت تصاعدی و ضربدری پشتیبانی می‌کند. این فرمت، تکنیک فشرده‌سازی بهتری را نسبت به MPEG-2 به کار برده‌است، و همانند MPEG-2، در بسیاری از جاها به عنوان یک استاندارد فشرده‌سازی مورد قبول است. درواقع، چندین کدک دیگر از ساختار MPEG-4 به وجود آمده‌اند. یکی از این کدک‌ها، کدک «H.264» است که یک گزینه برای کدگذاری فیلم‌ها برای دیسک‌های بلوری، و همچنین ویدیوهای موجود در فروشگاه آی‌تونز (iTunes) است. H.264 درواقع خانواده‌ای از استانداردها است که انعطاف‌پذیری زیادی را برای کاربردهای مختلف ارائه می‌دهد. H.264 امکان فشرده‌سازی با بیت‌ریت (Bit rate) و رزولوشن (Resolution) کم یا زیاد را دارد. این انعطاف‌پذیری این امکان را به کاربر می‌دهد که از همین استاندارد برای فشرده‌سازی ویدیوها برای پخش زنده، ذخیره‌سازی در دیسک‌ها، یا ذخیره‌سازی در فضاهای بزرگ استفاده کند.
بستهٔ کدک جامعهٔ مشترک (به انگلیسی: Combined Community Codec Pack) که عموماً با عنوان سی‌سی‌سی‌پی شناخته می‌شود، یک بایگانی از کدک‌ها (فیلترهای فشرده‌سازی تصویر) است که برای ویندوز مایکروسافت بسته‌بندی شده‌است. در اصل این بسته برای اجرای انیمه‌های فن‌ساب‌شده طراحی شده بود. سی‌سی‌سی‌پی را گروه‌های فن‌ساب‌کنندهٔ متعددی توسعه و نگه‌داری می‌کنند. نکتهٔ جالب در عنوان این بسته این است که یواس‌اس‌آر در زبان روسی به صورت سی‌سی‌سی‌پی است.

## هدف
سی‌سی‌سی‌پی برای برآوردن اهداف زیر ایجاد شد:
- برطرف‌کردن مشکلات ناشی از عدم هماهنگی بسته‌های کدک
- فراهم‌آوردن یک استاندارد اجرای رسانه‌ای برای جامعهٔ انیمه
- توانایی اجرای اکثر قالب‌های و پرونده‌های رسانه‌ای ویدئویی رایج
- راحتی در نصب و حذف - حتی برای کاربران بدون هیچ دانش فنی